# Morpholeria laffooni
Morpholeria laffooni är en tvåvingeart som först beskrevs av Gill 1962.  Morpholeria laffooni ingår i släktet Morpholeria och familjen myllflugor.
Artens utbredningsområde är Minnesota. Inga underarter finns listade i Catalogue of Life.